# Кавелье, Пьер Жюль
Пьер-Жюль Кавелье, также Жюль Кавелье (фр. Pierre-Jules Cavelier, Jules Cavelier; 30 августа 1814, Париж — 28 января 1894, там же) — французский скульптор, представитель академизма эпохи Второй Империи, педагог. Действительный член Академии изящных искусств Франции по секции скульптуры. 

## Биография
Родился 30 августа 1814 года в Париже в семье художника Адриена Луи Мари Кавелье.
2 апреля 1831 года поступил в Высшую школу изящных искусств Парижа, где учился скульптуре у Давида д’Анже и живописи у Поля Делароша.
В 1842 году выиграл Римскую премию первой степени в области скульптуры за работу «Диомед, уносящий Палладиум», после чего, по условиям премии, с  1843 по 1847 год он жил и работал в Риме на вилле Медичи.
На ежегодном Парижском салоне 1849 года был удостоен медали Салона первой степени.
Автор многочисленных скульптурных украшений публичных, культовых и жилых зданий и сооружений Парижа.
В 1864 году был назначен профессором скульптуры Национальной высшей школы изящных искусств в Париже. Среди его известных учеников — французы Луи Эрнест Барриа, Эжен Гийом, Виктор де Вернон, Альфред Ленуар, Ипполит Лефевр, Жюль Руло, англичанин Альфред Гилберт и американец Джордж Грей Барнард.
29 июля 1865 года он был избран в Академию изящных искусств Франции по секции скульптуры. Кавалер, а затем — офицер  ордена Почётного легиона.
Жюль Кавелье умер 28 января 1894 года в своём доме по адресу улица Боссюэ, дом 8, в 10-м округе Парижа. Похоронен на кладбище Пер-Лашез (8-й участок).

## Галерея

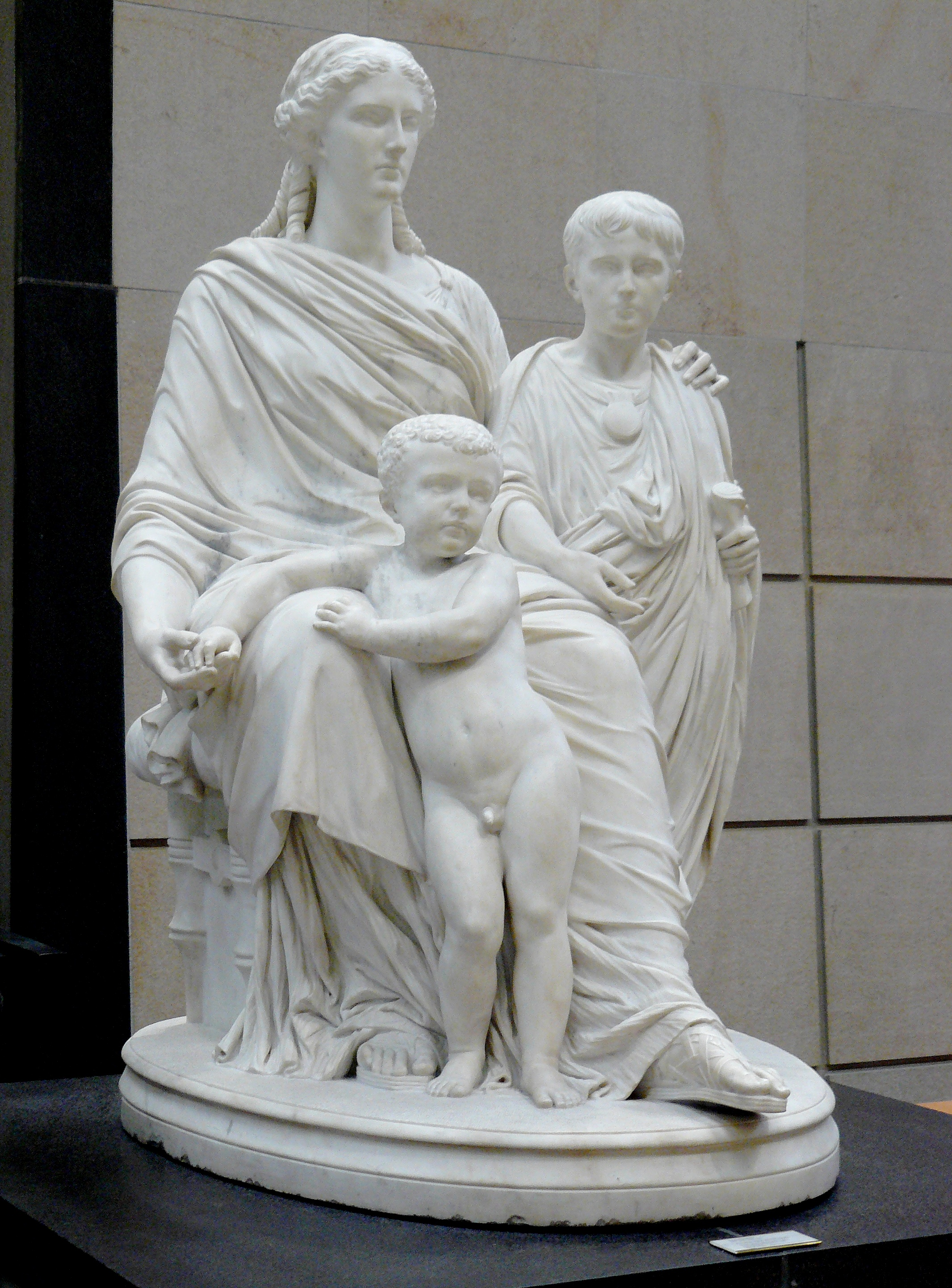
Корнелия. Мрамор. Музей Орсе, Париж
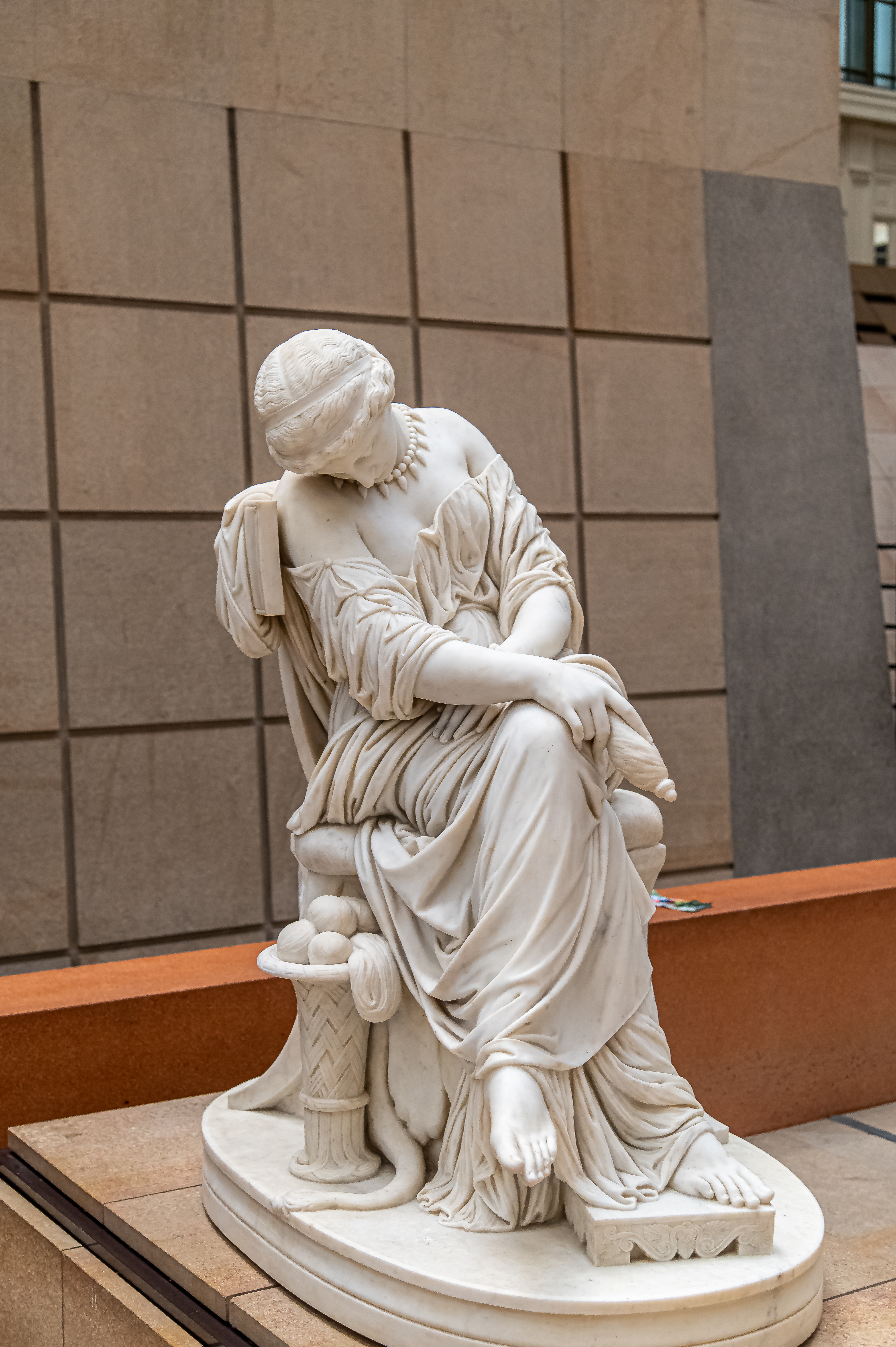
Спящая Пенелопа. Мрамор. Музей Орсе
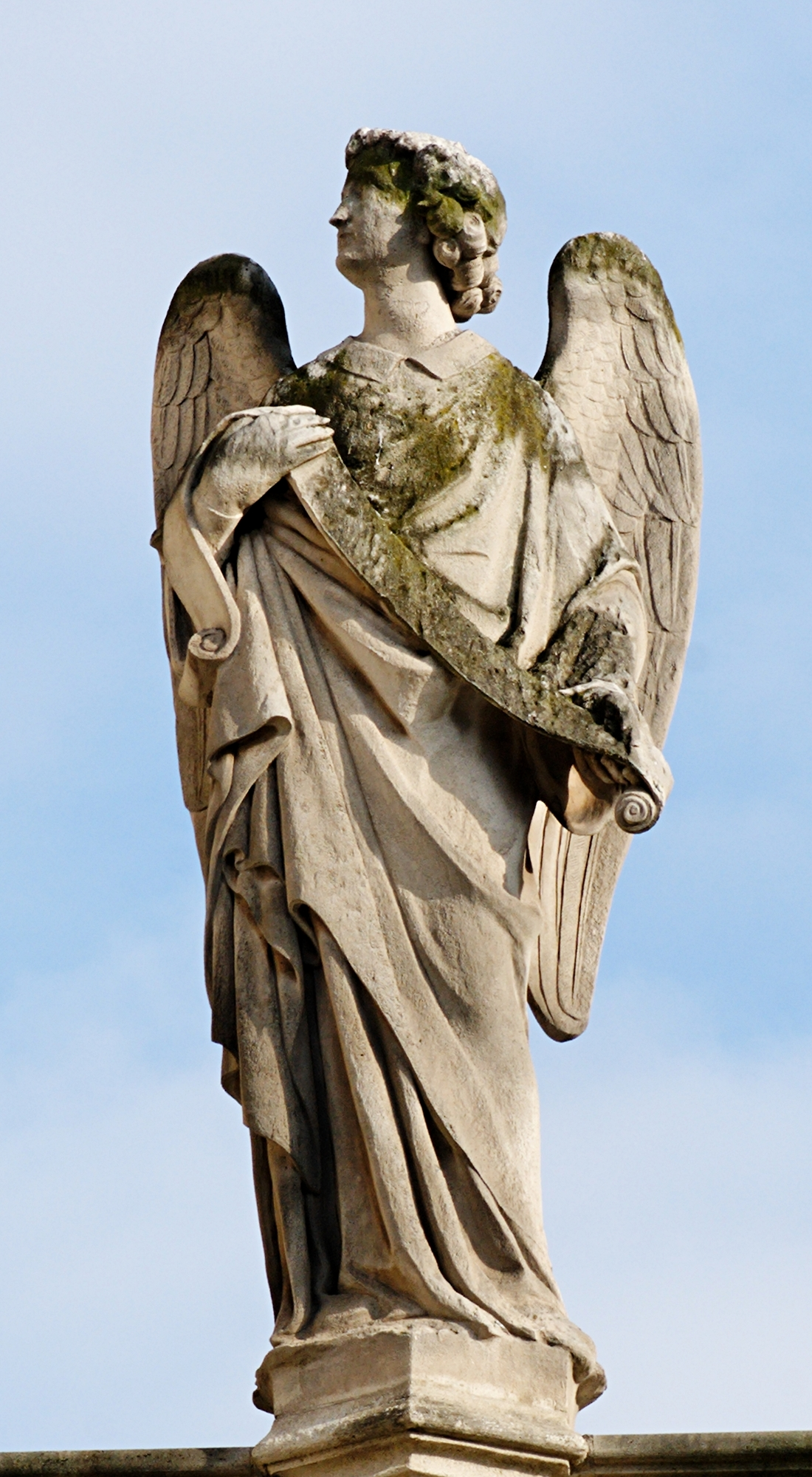
Ангел. Церковь Сен-Жермен-л’Осеруа, Париж
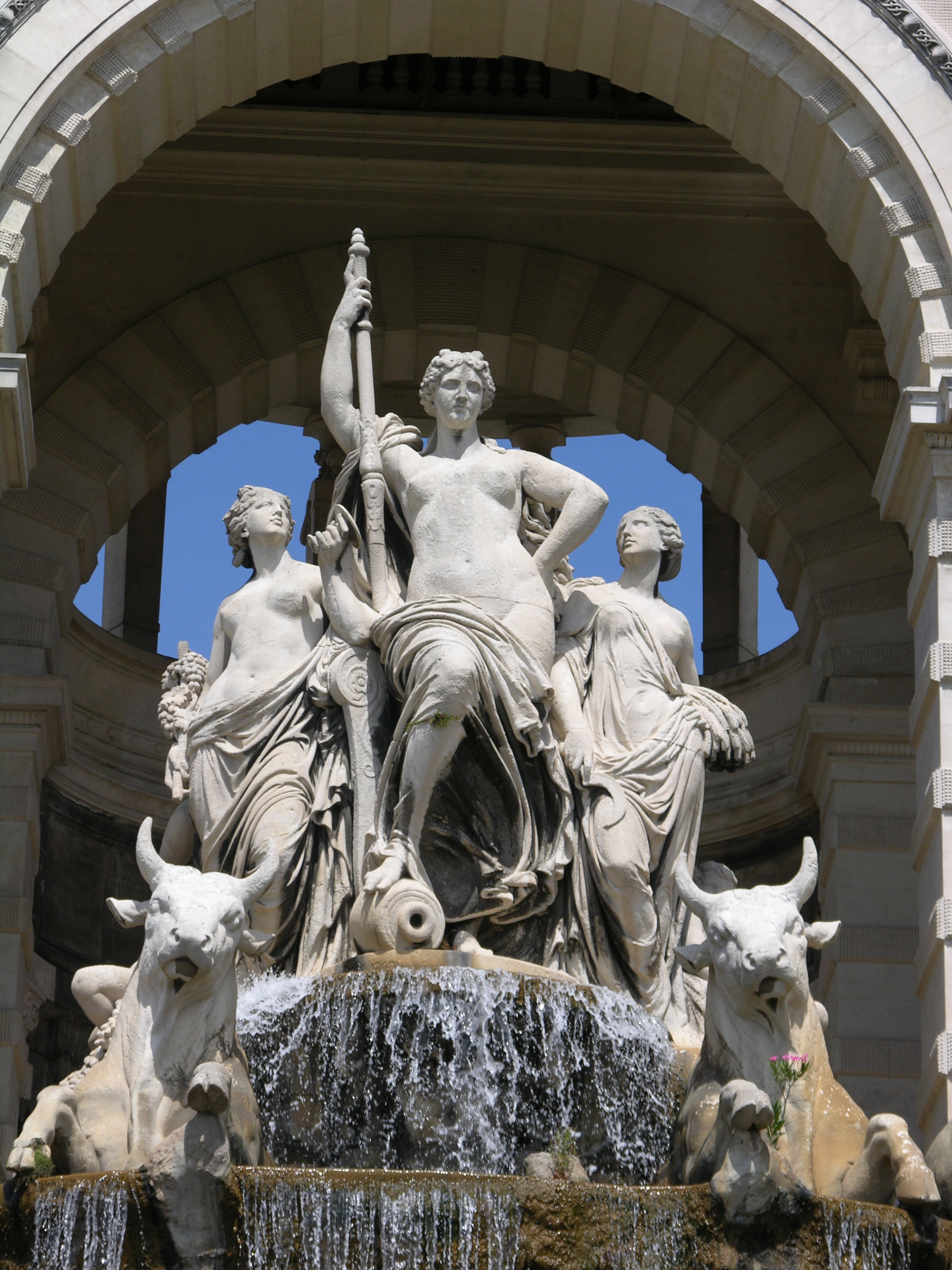
Скульптурная группа фонтана. 1862, дворец Лоншан, Марсель
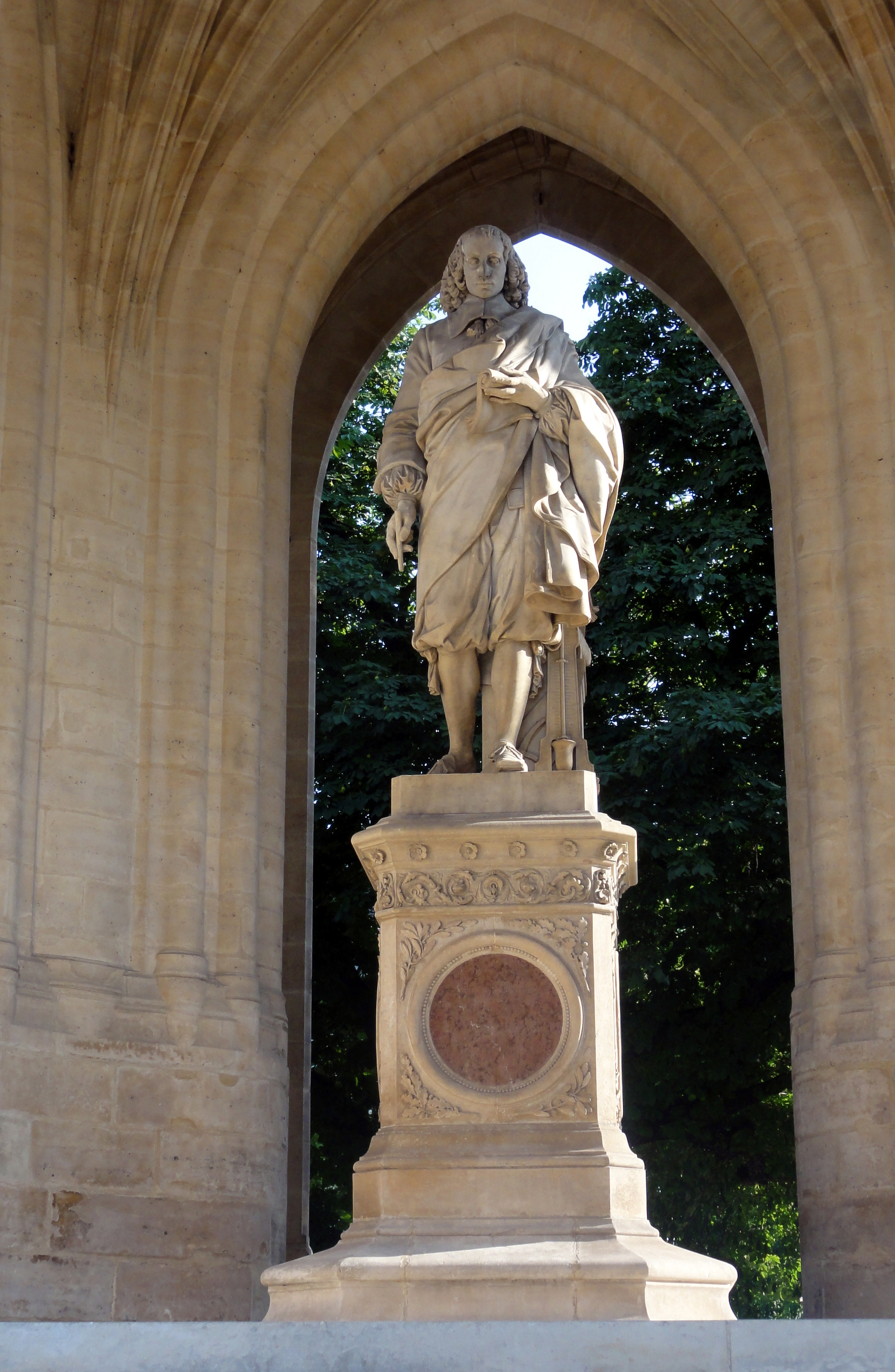
Статуя Блеза Паскаля. 1857, арка башни Сен-Жак, Париж
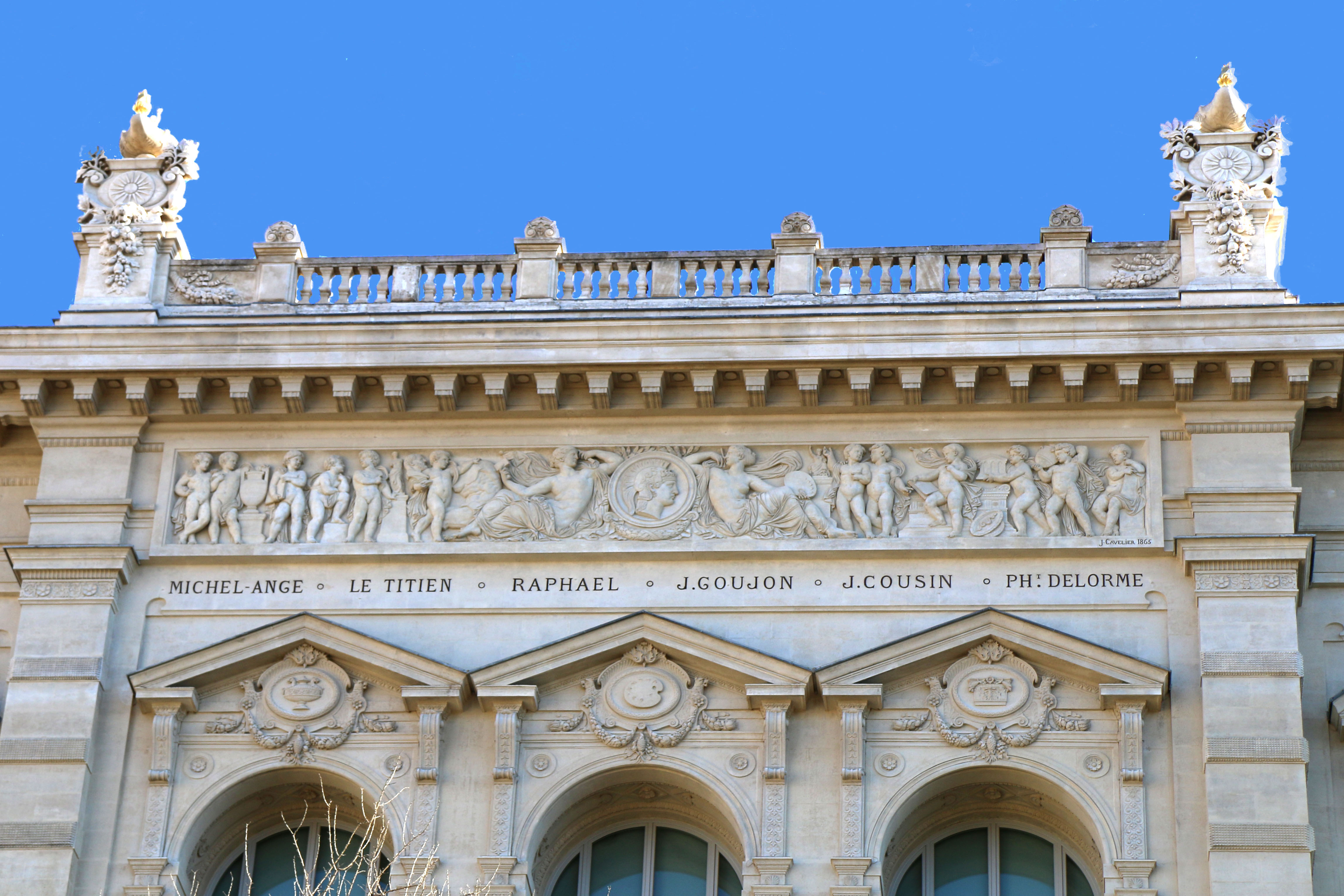
Фриз здания музея изящных искусств Марселя
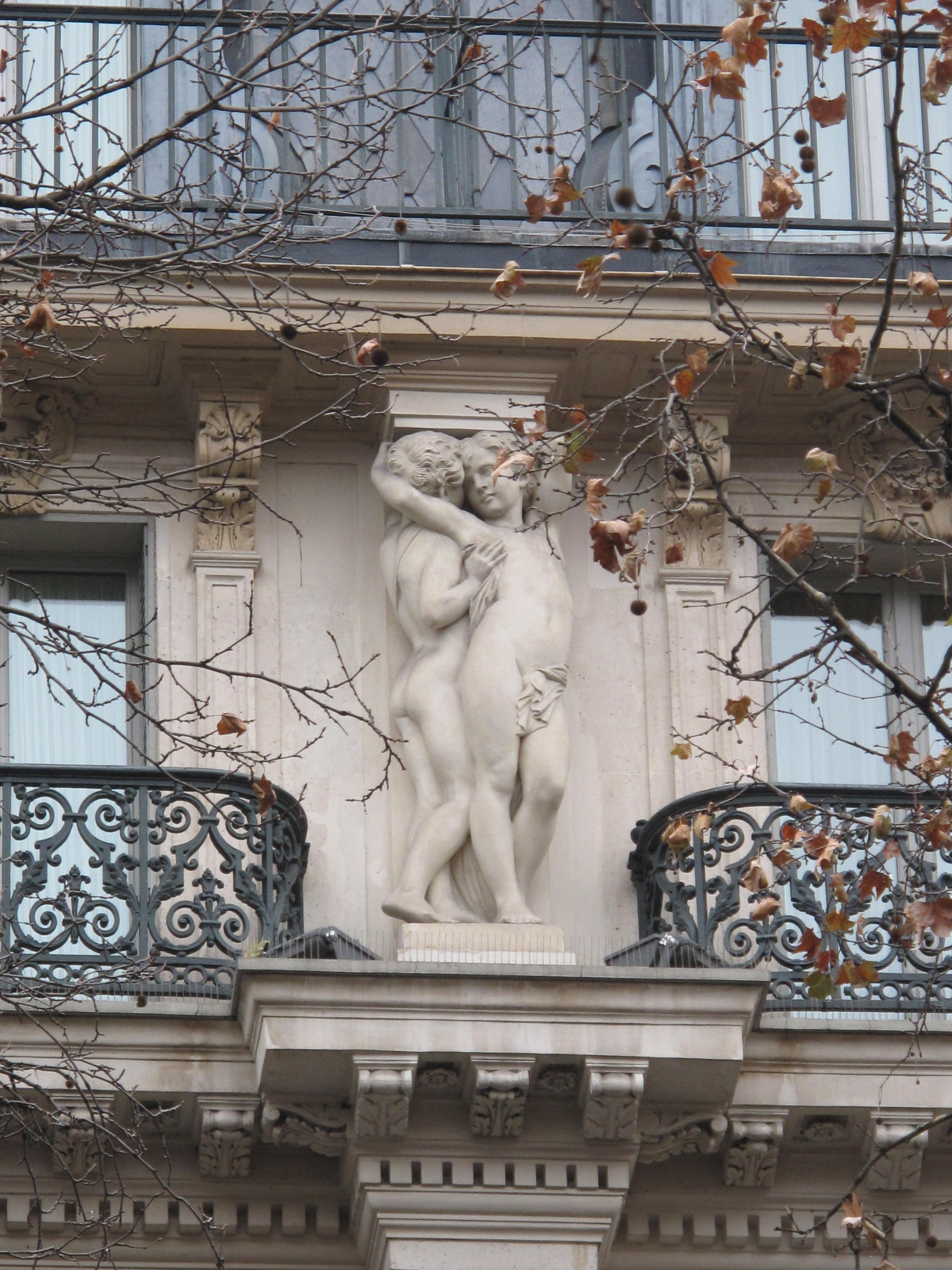
Путти. Декор фасада Гранд-Отеля. Бульвар Капуцинок, Париж
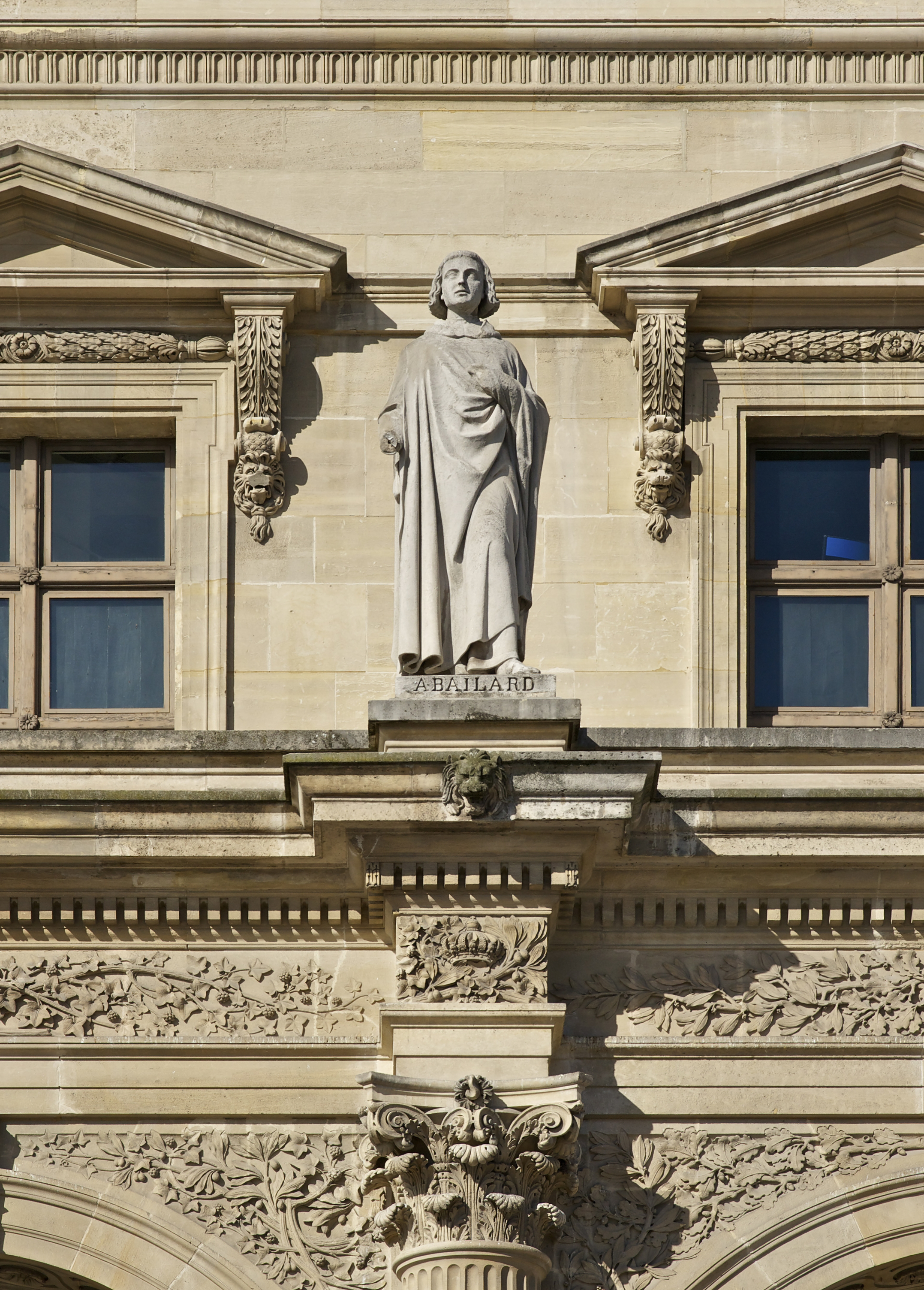
Статуя Пьера Абеляра. Фасад Лувра.